# Бистра (Тырговиштская область)
Бистра (болг. Бистра) — село в Болгарии. Находится в Тырговиштской области, входит в общину Тырговиште. Население составляет 185 человек (2022).